# 李察·席夫
李察·席夫（英語：Richard Schiff，1955年5月27日—），是一位美國演員及諧星。他在電視劇《白宮群英》飾演 Toby Ziegler 最為人所熟悉，他更憑此劇獲得艾美獎殊榮。席夫亦同時在這套劇集中首度執導，在Talking Points中擔任導演。

## 外部連結
- 官方网站
- 李察·席夫在互联网电影资料库（IMDb）上的資料（英文）
- 在美国电视档案馆上的李察·席夫採訪視頻